# James Roy Andersen

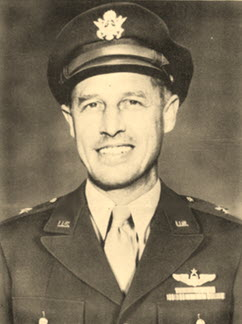
James Roy Anderson

James Roy Andersen (* 10. Mai 1904 in Racine, Wisconsin; † 26. Februar 1945 im Pazifik) war ein Brigadegeneral der US Army Air Forces. Er kam bei einem Flugzeugabsturz am 26. Februar 1945 im Pazifik ums Leben. Die Andersen Air Force Base auf Guam ist nach ihm benannt.

## Leben
Andersen wurde am 10. Mai 1904 in Racine, Wisconsin als Sohn von Niels Andersen und Inger Kerstine Andersen (geb. Klausen) geboren. Bis 1922 besuchte er die Racine High School, bevor er als Kadett in die United States Military Academy in West Point eintrat. Am 1. Juni 1927 heiratete er seine Frau Esther Katherine Hau (* 29. August 1904 in Fond du Lac, Wisconsin; † 19. Februar 1988 in Brunswick, Georgia). Mit ihr hatte er eine Tochter, Nancy Jo (* 3. Juni 1928 in Highwood, Illinois; † 11. April 1993 in Brunswick, Georgia).

## Militärische Laufbahn
1926 schloss Andersen als Viertbester seiner Klasse die Offiziersausbildung in West Point ab. Mit seiner Ernennung zum Second Lieutenant wurde er als Infanterieoffizier nach Fort Sheridan in Illinois versetzt. 1929 bis 1931 diente er beim 27. Infanterieregiment in Schofield Barracks auf Hawaii. 1931 wurde er zum Watertown Arsenal in Massachusetts versetzt. Hier studierte er parallel am MIT. 1934 erfolgte seine Beförderung zum First Lieutenant und seine Versetzung zum Picatinny Arsenal. Im selben Jahr noch zum Selfridge Field in Michigan. 1936 bewarb er sich als Aviation Cadet und begann seine Ausbildung erst auf dem Randolph Field in Texas und dann weiterführend auf dem Kelly Field. 1937 wurde er zum Captain befördert und diente in mehreren Bomberverbänden. Dort flog er u. a. die Martin B-12 und die Douglas B-18. 1940 erfolgte seine Beförderung zum Major und die Versetzung als Lehrer und Ausbilder nach West Point. 1942 wurde er als Lieutenant Colonel Direktor der Advanced Flying School for USMA Cadets in Stewart Fields. 1943 erfolgte dort seine Beförderung zum Colonel. 1943 wurde er zum Generalstab des War Department in Washington, D.C. versetzt. 1944 ernannte Lieutenant General Millard Harmon ihn zu seinem Stabschef. Er war dort für die Planung und den Bau mehrerer Flugplätze auf den Marianeninseln verantwortlich. In dieser Position erfolgte Anfang 1945 seine Beförderung zum Brigadegeneral. Am 26. Februar 1945 starb James Roy Andersen bei einem Flugzeugabsturz.

## Flugunfall vom 26. Februar 1945
Andersen startete als Passagier am Abend des 26. Februar 1945 mit einer Consolidated C-87 (Seriennummer 41-24174) von Guam nach Hawaii. Der Pilot meldete noch gutes Flugwetter und ruhige See. Als die Maschine nicht wie geplant in Hawaii ankam und kein Funkkontakt mehr hergestellt werden konnte, wurde eine Suchaktion eingeleitet. Diese führte zu keinem Ergebnis und musste abgebrochen werden. Ein Jahr später wurde James Roy Andersen für tot erklärt und sein Status von Missing in Action (MIA) in Killed in Action (KIA) geändert. Insgesamt starben bei diesem Absturz 10 Personen. Dies waren:
- Major Francis E. Savage (Pilot)
- Lieutenant Jack M. West (Copilot)
- Major Archibald D. Anderson (Navigator)
- Master Sergeant Douglas Anderson (Bordmechaniker)
- Technical Sergeant Steve Geist (Funker)
- Private Arthur Oscar (stellv. Bordmechaniker)
- Lieutenant General Millard Harmon (Passagier)
- Brigadier General James Roy Andersen (Passagier)
- Colonel William Ball (Passagier)
- Technical Sergeant McInerney (Passagier)

## Auszeichnungen (Auswahl)
- American Campaign Medal[10]
- Asiatic-Pacific Campaign Medal[10]
- Legion of Merit[10]
- American Defense Service Medal[10]

## Gedenkstätten
- Eintrag im Courts of the Missing auf dem Honolulu Memorial[11]
- Gedenkplatte im Brunswick Memorial Park[12]
- Grabstein auf dem Arlington National Cemetery[13]